# Nati nel 1922/Senza giorno specificato
| Questa pagina contiene informazioni ricavate automaticamente dalle voci biografiche con l'ausilio del template Bio e di un bot. L'aggiornamento è periodico e automatico e ricostruisce completamente la pagina. Se manca una persona in questa lista, sei pregato di non aggiungerla, ma accertati piuttosto che la sua voce biografica contenga il template Bio e che i dati anagrafici siano correttamente compilati. Se il template Bio manca, inseriscilo tu stesso o, in alternativa, metti l'avviso {{tmp\|Bio}} che ne segnala la mancanza. Se i dati riportati sono sbagliati, correggi direttamente la voce biografica; le modifiche saranno visibili in questa lista entro pochi giorni. Per chiarimenti vedi il progetto biografie. La lista contiene solo le 84 persone che sono citate nell'enciclopedia e per le quali è stato implementato correttamente il template Bio. Pagina aggiornata al 18 ago 2025. |

- Mahjoubi Aherdane, politico, poeta e pittore berbero († 2020)
- Sita bint Fahd Al Damir, principessa saudita († 2012)
- Samy Elmaghribi, cantante e musicista marocchino († 2008)
- Marcello Andrei, regista e sceneggiatore italiano
- Salvatore Arena, politico e avvocato italiano († 2010)
- Angelo Artico, partigiano italiano († 1944)
- Enrique Ávalos, calciatore paraguaiano
- Halit Balamir, lottatore turco († 2009)
- Ramchandra Balaram Parab, calciatore indiano († 2006)
- Mario Bardi, pittore e artista italiano († 1998)
- Franca Bartolomei, ballerina e coreografa italiana († 2006)
- Piero Becchetti, storico italiano († 2011)
- Giandomenico Belotti, designer e architetto italiano († 2004)
- Massimo Binazzi, commediografo e regista teatrale italiano († 1983)
- Jacques Borker, artista e designer francese
- Lajos Buday, militare e aviatore ungherese († 1945)
- Primo Cai, partigiano e militare italiano († 1943)
- Sebastiano Caracciolo, scrittore e saggista italiano († 2013)
- Aldo Centolani, partigiano italiano († 1944)
- Samarandra Chatterjee, pallanuotista indiano († 1987)
- Innocenzo Contini, militare e partigiano italiano († 1944)
- Glauco Coretti, fumettista italiano († 2008)
- Angelo Vincenzo Curci, politico e educatore italiano († 1994)
- Danuta Czech, storica polacca († 2004)
- Francesco D'Alessio, politico e avvocato italiano († 2016)
- Bruno Darzino, pittore italiano († 1984)
- Silvio Domini, scrittore e storico italiano († 2005)
- Jiří Drvota, cestista cecoslovacco († 2007)
- Anatolij Egorov, pallanuotista sovietico
- Antonio Frugoli, calciatore italiano
- Paolo Barbaro, scrittore e ingegnere italiano († 2014)
- Arturo Galuppi, militare italiano († 1941)
- Alcide Garagnani, partigiano italiano († 1944)
- Laura Garroni, partigiana italiana († 1996)
- Giuliana Genta, architetta italiana († 2005)
- Erio Ghillani, politico e sindacalista italiano
- Giovanna Giaconia, attivista italiana († 2012)
- Louis Gidrol, musicista ciadiano
- Rosalda Gilardi, scultrice italiana († 1999)
- Olga Gorgoni, attrice italiana († 1954)
- Mario Guerra, sceneggiatore italiano († 1991)
- Gwyn Griffin, romanziere inglese († 1967)
- Robert Hoyt, giornalista statunitense († 2003)
- Egidio Ianella, economista argentino († 2000)
- Seth Kane Kwei, scultore ghanese († 1992)
- Sekine Kankotan, turca († 1982)
- Eileen Kaufman, scrittrice e giornalista statunitense († 2015)
- Bruno Kittel, militare austriaco († 1945)
- Lati Rinpoche, monaco buddhista tibetano († 2010)
- Giuliano Laurenti, truccatore italiano († 1986)
- Folco Lazzeroni Brunelleschi, costumista e scrittore italiano
- Lee Chak Men, cestista singaporiano
- Lee Sang-yi, calciatore sudcoreano
- Wilhelm von und zu Liechtenstein, religioso austriaco († 2006)
- Giuseppe Longato, imprenditore e dirigente sportivo italiano († 2006)
- Carlo Lucchelli, calciatore italiano
- Giuseppe Maras, militare e partigiano italiano († 2002)
- Robert Michiels, schermidore belga
- Trinh Minh Thé, militare vietnamita († 1955)
- Armando Montanari, partigiano italiano († 1944)
- Hossein-Ali Montazeri, teologo e attivista iraniano († 2009)
- Carlo Montella, scrittore italiano († 2010)
- Bule Naipi, partigiana albanese († 1944)
- Frank O'Connor, cestista irlandese († 1997)
- Ida Omboni, traduttrice e scrittrice italiana († 2006)
- Nello Pacchietto, pittore italiano († 2003)
- Giovanni Palmieri, militare italiano († 1941)
- Rita Panasis, cestista canadese († 2003)
- Giovambattista Perrotta, politico italiano († 1989)
- Rosana Pistolese, costumista, stilista e storica italiana († 2008)
- Massimo Pupillo, regista italiano († 1999)
- Natale Riatti, politico italiano († 2014)
- Anna Riva, scrittrice e imprenditrice statunitense († 2003)
- Marco Dino Rossi, partigiano italiano († 1944)
- Francesco Saba Sardi, scrittore, curatore editoriale e traduttore italiano († 2012)
- Angelo Sabbatani, scultore e medaglista italiano († 1974)
- Franco Salina, compositore, direttore d'orchestra e arrangiatore italiano († 1996)
- Sandro Salvetti, giocatore di bridge e imprenditore italiano († 2000)
- Vladimiro Scatturin, chimico italiano († 2008)
- Lorenzo Tacchella, storico e scrittore italiano († 2008)
- Muhlis Tayfur, lottatore turco († 2008)
- Gheorghe Teodorescu, cestista rumeno († 1978)
- Oronzo Valentini, giornalista italiano († 2008)
- Wu Yingyin, cantante cinese († 2009)